# Keetje Tippel
Keetje Tippel is een Nederlandse film uit 1975 van Paul Verhoeven. Het is een verfilming gebaseerd op de Franstalige romans Jours de famine et de détresse en Keetje door schrijfster Neel Doff. De romans zijn in het Nederlands uitgegeven als Dagen van honger en ellende en Keetje Tippel. De film is een van de succesvolste Nederlandse films aller tijden.

## Verhaal
De film begint in Stavoren in 1881, in een tijd waar veel mensen van het platteland naar de stad trokken in de hoop voor een beter leven. Samen met haar arme familie verhuist de jonge Keetje naar Amsterdam, met hoge verwachtingen van een beter leven. De mooie en intelligente Keetje kan niet goed overweg met haar familie, omdat die moreel steeds meer aftakelt. Haar zus Mina gaat bijvoorbeeld al met een man naar bed in ruil voor twee boterhammen met spek. Keetje krijgt een baan bij een wasfabriek, maar dit blijkt hard werken te zijn met lange dagen. Ze vindt ook geen steun bij haar gemene collega's en krijgt al de eerste dag ruzie met een van de wasvrouwen. Ze denkt dat haar baas seks met haar wil en besluit de fabriek te verlaten.
Keetje gaat vervolgens werken als loopmeid in een hoedenwinkel. Op een dag moet ze hoeden brengen bij wat haar cheffin een 'pensionaat' noemt. Het blijkt een bordeel, waar haar zus Mina blijkt te werken. Ze kijkt op alle prostituees neer, maar laat zich door haar zus overtuigen er ook een klant te helpen. Als ze die nacht de hoedenwinkel aan het afsluiten is, wordt ze verkracht door haar baas. Vanaf dat moment hecht ze minder waarde aan moraal. Ze steelt brood, maar wordt neergeknuppeld door de politie en belandt in het ziekenhuis van de kerk. Daar toont ze de eerste symptomen van tuberculose. De dokter heeft de juiste medicijnen, maar die kan ze enkel krijgen in ruil voor seks.
Ze gaat niet in op zijn avances en verlaat het ziekenhuis. Al haar familieleden zijn ontslagen en daarom wordt Keetje min of meer gedwongen om ook de prostitutie in te gaan. Haar tweede klant is kunstschilder George, die haar wil als model. Tijdens het poseren ontmoet ze bon vivant Hugo en André, de zoon van een rijke notaris. Ze laat zich door hen mee uit eten nemen in een chic restaurant. Ze geniet met volle teugen van de luxe, het eten en de muziek en brengt de nacht door met Hugo. De volgende ochtend laat ze zich wassen en koopt ze dure kleding op zijn kosten. Ze lijkt vanaf dat moment op een rijke jongedame en besluit voorlopig bij Hugo te blijven.
Hij verstrekt leningen van de bank en overreedt haar om te spioneren bij zaken om te kijken of ze een lening verdienen. Ze wordt betrapt en krijgt ruzie met een vrouw wier bedrijf failliet is verklaard door de bank. Eenmaal thuisgekomen vertelt Hugo haar dat hij zal trouwen met de dochter van de directeur, omdat zij schatrijk is. Ze verlaat hem en belandt in een opstand van werklozen, die met veel geweld wordt beëindigd door de politie. Ze komt hierbij George en André tegen en ontsnapt ternauwernood aan de dood. Als André wordt geraakt, is het Keetje die bij hem intrekt in zijn landhuis en voor hem zorgt.

## Rolbezetting
| Acteur             | Personage                                         |
| ------------------ | ------------------------------------------------- |
| Monique van de Ven | Keetje Oldema (Keetje Tippel)                     |
| Rutger Hauer       | Hugo                                              |
| Peter Faber        | George                                            |
| Eddie Brugman      | André                                             |
| Andrea Domburg     | Keetjes moeder                                    |
| Hannah de Leeuwe   | Mina, Keetjes zuster                              |
| Jan Blaaser        | Keetjes vader                                     |
| Walter Kous        | Pierre, eigenaar hoedenwinkel                     |
| Mart Gevers        | Cheffin hoedenatelier                             |
| Fons Rademakers    | Eerste klant van Keetje                           |
| Carry Tefsen       | Vrouw in wasfabriek                               |
| Jennifer Willems   | Antoinette                                        |
| Theu Boermans      | Dokter                                            |
| Jenny Arean        | Zingende wasvrouw                                 |
| Paul Meijer        | Directeur wasfabriek                              |
| Leo Beyers         | Man in toilet                                     |
| Nelly Frijda       | Harenwasster                                      |
| Dora van der Groen | Moeder van André                                  |
| Riek Schagen       | Winkeleigenares die door Keetje wordt bespioneerd |
| Riet Henius        | Zangeres in restaurant                            |
| Nel Kars           | Ploegleidster wasfabriek                          |

## Achtergrond

### Productie
Paul Verhoeven, Monique van de Ven en Rutger Hauer werkten eerder samen aan de succesvolle film Turks fruit (1973). Toen de opnames van Keetje Tippel begonnen, was Van de Ven inmiddels getrouwd met Jan de Bont. Naar haar zeggen was hij zeer jaloers dat andere mannen haar naakt te zien kregen. In een scène waar ze werd verkracht door haar baas en een close-up van haar billen werd gemaakt, werd op De Bonts aandringen een stand-in gebruikt. De film speelt zich bijna in het geheel af in Amsterdam, maar de opnames vonden ook plaats in Den Haag, Utrecht, Leiden en Brussel.
Net zoals Turks fruit werd Keetje Tippel een groot succes en had uiteindelijk 1.829.116 bezoekers. Zeven weken na de première bleek Rob Houwer nog steeds ontevreden te zijn over het einde en liet dit aanpassen. Toen de film ook in het buitenland werd uitgebracht, werd enkel de aangepaste versie vertoond. Het werd uiteindelijk een van de grootste publiekstrekkers in Nederland van de jaren 70. Verhoeven vertelde echter in 2002 dat hij de film liever had gemaakt toen hij ouder was, zodat hij meer aandacht gegeven had aan de 'evenwichtige invalshoek tussen goed en kwaad'. Het publiek was dol op de film, maar de critici spraken neerbuigend over het resultaat.

### Muziek
De filmmuziek werd gecomponeerd door Rogier van Otterloo, maar verscheen in tegenstelling tot zijn andere filmmuziek nooit op LP. Pas jaren later toen er een CD met verzameld werk van Van Otterloo uitkwam, kwam de muziek van openingstitels beschikbaar, in mono, afkomstig van de geluidstrack van de film.
In de film wordt het lied "Het geld ligt op de straten" gezongen door Riet Henius. Dit lied, waarvan de tekst mede geschreven is door Alexander Pola, kwam op single uit. Op de B-kant twee stukken muziek van Willem Breuker, die worden aangeduid als fragmenten uit de film, maar die hoegenaamd niet in de film te horen zijn. De Zangeres Zonder Naam bracht in 1975 de single Keetje Tippel uit, die los van de film ontstond.